# Ausculta fili
Ausculta fili (česky Poslyš, synu) byla papežská bula vydaná papežem Bonifácem VIII. 5. února 1301.
V ní poháněl francouzského krále Filipa IV. Sličného před papežský soud kvůli uvěznění papežského nuncia ve Francii. Filip nechal bulu demonstrativně spálit a v reakci se obrátil na francouzské duchovní, zda mu moc nad královstvím udělil Bůh či papež. Byla to jedna z bul vydaných při příležitosti mocenského souboje Filipa IV. a Bonifáce VIII., který vyvrcholil připravovaným vydáním buly Super Petri solio.